# Kenny (filme)
Kenny (também conhecido como The Kid Brother) é um filme de 1988, escrito e dirigido por Claude Gagnon e estrelado por Kenny Easterday no papel biográfico.

## Elenco
- Kenny Easterday como Kenny
- Caitlin Clarke como Sharon
- Liane Alexandra Curtis como Sharon Kay
- Zach Grenier como Jesse